# 파보 알토넨
파보 요하네스 알토넨(핀란드어: Paavo Johannes Aaltonen, 1919년 12월 11일 ~ 1962년 9월 9일)은 핀란드의 체조 선수이며, 올림픽 3관왕이었다.
케미에서 태어난 알토넨은 1948년 런던 올림픽에서 4개의 메달(3개는 금메달)을 가져가면서 두번째로 가장 성공적인 체조 선수였다. 그의 동료 베이코 후타넨은 3개의 금메달을 포한한 5개의 메달을 획득하였다. 안마 종목에서 알토넨, 후타넨과 헤이키 사볼라이넨이 동점을 매겨 금메달이 세 선수들 사이에 나누어졌다.
4년 후, 헬싱키 올림픽에서는 이전같은 실력을 발휘하지 못하고 단체전 동메달에 그쳤다. 42세의 나이로 시포에서 사망하였다.